# Eleição municipal de Camaçari em 2024
A eleição municipal da cidade brasileira de Camaçari ocorreu em 6 de outubro de 2024 (primeiro turno) para eleger um prefeito, um vice-prefeito e 23 vereadores. 
Porém, nenhum dos candidatos à prefeitura obtiveram a quantidade de votos necesarios para eleger-se em 1º turno. Portanto, ocorreu um 2º turno entre os dois primeiros colocados, Luiz Caetano (PT) e Flávio Matos (UNIÃO), que aconteceu no dia 27 de outubro de 2024. O segundo turno elegeu Luiz Caetano como o novo prefeito de Camaçari com mandato a iniciar em 1° de janeiro de 2025 e com término em 31 de dezembro de 2028.

## Candidatos à prefeitura
| Nº | Prefeito(a)  | Prefeito(a)                             | Prefeito(a)       | Vice-prefeito(a) | Vice-prefeito(a) | Vice-prefeito(a)                                      | Vice-prefeito(a)  | Coligação Partido(s)                                                                                             | Ref.  |
| Nº | Candidato(a) | Candidato(a)                            | Partido Federação | Candidato(a)     | Candidato(a)     | Candidato(a)                                          | Partido Federação | Coligação Partido(s)                                                                                             | Ref.  |
| -- | ------------ | --------------------------------------- | ----------------- | ---------------- | ---------------- | ----------------------------------------------------- | ----------------- | --- | ----- |
| 13 |              | Caetano Luiz Carlos Caetano             | PT FE Brasil      |                  |                  | Pastora Déa Edeilza Sousa dos Santos                  | PSB               | Coligação da Mudança FE BRASIL (PT, PCdoB, PV), PSB, PSD, Avante, PODE, Solidariedade,Fed. PSOL REDE(PSOL, REDE) | [ 1 ] |
| 15 |              | Oswaldinho Oswaldo Marcolino Filho      | MDB               |                  |                  | Cristiano Moreira Christiano Tadeu Moreira dos Santos | MDB               | Partido Isolado                                                                                                  | [ 2 ] |
| 29 |              | Cleiton Santos Cleiton Silva dos Santos | PCO               |                  |                  | Lucas Mattos Evangelista Lucas Matos Evangelista      | PCO               | Partido Isolado                                                                                                  | [ 3 ] |
| 30 |              | Cleiton Cleiton dos Santos Pereira      | NOVO              |                  |                  | Rodrigo Mascarenhas Rodrigo Souza Mascarenhas         | NOVO              | Partido Isolado                                                                                                  | [ 4 ] |
| 35 |              | Lazinho Lázaro José Rios da Silva       | PMB               |                  |                  | Kinho Genivaldo Rodrigues das Neves                   | PMB               | Partido Isolado                                                                                                  | [ 5 ] |
| 44 |              | Flávio Flávio Marcus de Azevedo Reis    | UNIÃO             |                  |                  | Professora Angélica Angélica Bittencourt Teixeira     | PP                | Pra Frente Camaçari (UNIÃO, PP, Fed. PSDB Cidadania, PRD, PL, PDT, Republicanos)                                 | [ 6 ] |

### Desistências e impugnações
- Ana Bueno (PSOL): Desistiu para apoiar a candidatura de Caetano.[7]
- Cirineu Ribeiro (Republicanos): Desistiu para apoiar a candidatura de Flávio.[8]

## Resultados

### Prefeito
Fonte: TSE
| Candidato(a) a prefeito(a) | Candidato(a) a prefeito(a) | Candidato(a) a vice-prefeito(a) | 1º turno 6 de outubro de 2024 | 1º turno 6 de outubro de 2024 | 2º turno 27 de outubro de 2024 | 2º turno 27 de outubro de 2024 |
| Candidato(a) a prefeito(a) | Candidato(a) a prefeito(a) | Candidato(a) a vice-prefeito(a) | Votação                       | Votação                       | Votação                        | Votação                        |
| Candidato(a) a prefeito(a) | Candidato(a) a prefeito(a) | Candidato(a) a vice-prefeito(a) | Total                         | %                             | Total                          | %                              |
| -------------------------- | -------------------------- | ------------------------------- | ----------------------------- | ----------------------------- | ------------------------------ | ------------------------------ |
|                            | Caetano (PT)               | Pastora Déa (PSB)               | 77.926                        | 49,52%                        | 80.626                         | 50,92%                         |
|                            | Flávio (UNIÃO)             | Professora Angélica (PP)        | 77.367                        | 49,17%                        | 77.724                         | 49,08%                         |
|                            | Oswaldinho (MDB)           | Cristiano Moreira (MDB)         | 1.110                         | 0,71%                         | Não participam                 | Não participam                 |
|                            | Cleiton (NOVO)             | Rodrigo Mascarenhas (NOVO)      | 695                           | 0,44%                         | Não participam                 | Não participam                 |
|                            | Cleiton Santos (PCO)       | Lucas Mattos Evangelista (PCO)  | 149                           | 0,09%                         | Não participam                 | Não participam                 |
|                            | Lazinho (PMB)              | Kinho (PMB)                     | 108                           | 0,07%                         | Não participam                 | Não participam                 |
| Total de votos válidos     | Total de votos válidos     | Total de votos válidos          | 157.355                       | 100%                          | 158.350                        | 100%                           |
| → Votos válidos            | → Votos válidos            | → Votos válidos                 | 157.355                       | 93,78%                        | 158.350                        | 95,71%                         |
| → Votos brancos            | → Votos brancos            | → Votos brancos                 | 3.167                         | 1,89%                         | 1.954                          | 1,18%                          |
| → Votos nulos              | → Votos nulos              | → Votos nulos                   | 7.270                         | 4,33%                         | 5.143                          | 3,11%                          |
| Total de votos             | Total de votos             | Total de votos                  | 167.792                       | 100%                          | 165.447                        | 100%                           |
| → Total de votos           | → Total de votos           | → Total de votos                | 167.792                       | 81,51%                        | 165.447                        | 80,37%                         |
| → Abstenções               | → Abstenções               | → Abstenções                    | 38.073                        | 18,49%                        | 40.418                         | 19,63%                         |
| Eleitores aptos a votar    | Eleitores aptos a votar    | Eleitores aptos a votar         | 205.865                       | 100%                          | 205.865                        | 100%                           |

Gráfico em barra
| Partido | Partido | Candidato      | Votos   | Votos (%) |
| ------- | ------- | -------------- | ------- | --------- |
|         | PT      | Caetano        | 77 926  | 49,52%    |
|         | UNIÃO   | Flávio         | 77 367  | 49,17%    |
|         | MDB     | Oswaldinho     | 1 110   | 0,71%     |
|         | NOVO    | Cleiton        | 695     | 0,44%     |
|         | PCO     | Cleiton Santos | 149     | 0,09%     |
|         | PMB     | Lazinho        | 108     | 0,07%     |
| Totais  | Totais  | Totais         | 157 355 |           |

Gráfico em barra
| Partido | Partido | Candidato | Votos   | Votos (%) |
| ------- | ------- | --------- | ------- | --------- |
|         | PT      | Caetano   | 80 626  | 50,92%    |
|         | UNIÃO   | Flávio    | 77 724  | 49,08%    |
| Totais  | Totais  | Totais    | 158 350 |           |

## Vereadores Eleitos

### Vereador
Fonte: TSE
| Vereadores              | Vereadores                 | Turno único 6 de outubro de 2024 | Turno único 6 de outubro de 2024 |        |
| Vereadores              | Vereadores                 | Votação                          | Votação                          |        |
| Vereadores              | Vereadores                 | Total                            | %                                |        |
| ----------------------- | -------------------------- | -------------------------------- | -------------------------------- | ------ |
|                         | Tagner (PT)                | 4.285                            | 2,70%                            |        |
|                         | Professor Márcio (PT)      | 3.492                            | 2,20%                            |        |
|                         | Dudu do Povo (UNIÃO)       | 2.806                            | 1,77%                            |        |
|                         | Herbinho (UNIÃO)           | 2.736                            | 1,73%                            |        |
|                         | Ivandel Pires (UNIÃO)      | 2.517                            | 1,59%                            |        |
|                         | Maurício Qualidade (UNIÃO) | 2.312                            | 1,46%                            |        |
|                         | Jackson (UNIÃO)            | 2.306                            | 1,45%                            |        |
|                         | Luisao de Camaçari (REP)   | 2.301                            | 1,45%                            |        |
|                         | Dr. Natan (PSDB)           | 2.194                            | 1,38%                            |        |
|                         | Kaique Ara (PT)            | 2.130                            | 1,34%                            |        |
|                         | Jamessom (PL)              | 1.938                            | 1,22%                            |        |
|                         | Dr Samuka (PRD)            | 1.936                            | 1,22%                            |        |
|                         | Tarcisio Coiffeur (PSDB)   | 1.932                            | 1,22%                            |        |
|                         | Sales de Val Estilos (PSD) | 1.919                            | 1,21%                            |        |
|                         | Manoel Filho (PL)          | 1.911                            | 1,20%                            |        |
|                         | Dentinho do Sindicato (PT) | 1.896                            | 1,20%                            |        |
|                         | Paulinho do Som (PT)       | 1.860                            | 1,17%                            |        |
|                         | Niltinho (PRD)             | 1.822                            | 1,15%                            |        |
| Total de votos válidos  | Total de votos válidos     | Total de votos válidos           | 157.355                          | 100%   |
| → Votos válidos         | → Votos válidos            | → Votos válidos                  | 157.355                          | 93,78% |
| → Votos brancos         | → Votos brancos            | → Votos brancos                  | 3.167                            | 1,89%  |
| → Votos nulos           | → Votos nulos              | → Votos nulos                    | 7.270                            | 4,33%  |
| Total de votos          | Total de votos             | Total de votos                   | 167.792                          | 100%   |
| → Total de votos        | → Total de votos           | → Total de votos                 | 167.792                          | 81,51% |
| → Abstenções            | → Abstenções               | → Abstenções                     | 38.073                           | 18,49% |
| Eleitores aptos a votar | Eleitores aptos a votar    | Eleitores aptos a votar          | 205.865                          | 100%   |

Gráfico em barra
| Partido | Partido | Candidato            | Votos  | Votos (%) |
| ------- | ------- | -------------------- | ------ | --------- |
|         | PT      | Tagner               | 4 285  | 12,31%    |
|         | PT      | Professor Márcio     | 3 492  | 10,03%    |
|         | UNIÃO   | Dudu do Povo         | 2 806  | 8,06%     |
|         | UNIÃO   | Herbinho             | 2 736  | 7,86%     |
|         | UNIÃO   | Ivandel Pires        | 2 517  | 7,23%     |
|         | UNIÃO   | Maurício Qualidade   | 2 312  | 6,64%     |
|         | UNIÃO   | Jackson              | 2 306  | 6,63%     |
|         | REP     | Luisao de Camaçari   | 2 301  | 6,61%     |
|         | PSDB    | Dr. Natan            | 2 194  | 6,3%      |
|         | PT      | Kaique Ara           | 2 130  | 6,12%     |
|         | PL      | Jamessom             | 1 938  | 5,57%     |
|         | PRD     | Dr Samuka            | 1 936  | 5,56%     |
|         | PSDB    | Tarcisio Coiffeur    | 1 932  | 5,55%     |
|         | PSD     | Sales de Val Estilos | 1 919  | 5,51%     |
| Totais  | Totais  | Totais               | 34 804 |           |